# Być jak Czesław Niemen
Być jak Czesław Niemen – wydarzenie artystyczne zrealizowane w 80. rocznicę urodzin wybitnego polskiego muzyka Czesława Niemena.
Składa się z wystawy i widowiska muzycznego, którego premiera odbyła się w Teatrze Polskim w Warszawie 26 listopada 2019 roku. Inicjatorami wydarzenia są: Fundacja Kultury i Sztuki artHOLDING i Fundacja im. Czesława Niemena, a realizatorem części widowiskowej – Telewizja Polska S.A.

## Historia
Pomysłodawcą projektu jest Artur Krajewski, dzięki któremu powstała nieformalna grupa pracująca nad wydarzeniem, składająca się z Małgorzaty Niemen, Natalii Niemen i Marty Ewy Olbryś. Wydarzenie „Być jak Czesław Niemen” rozdzielone zostało na część związaną ze specjalnie przygotowaną wystawą 22 fotografii – zgodnie z 22 albumami wydanymi przez artystę – portretów wybitnych osobistości: muzyków, reżyserów, aktorów, pisarzy etc., i ich krótkiej odpowiedzi na pytanie „Co to znaczy Być jak Czesław Niemen”. Wystawa stała się umownym pomnikiem upamiętniającym Czesława Niemena w 80. rocznicę urodzin. Do zrealizowania drugiej części projektu została zaproszona Telewizja Polska S.A.
Patronat Honorowy nad projektem i 80. rocznicą urodzin Czesława Niemena objął prezydent Rzeczypospolitej Polskiej Andrzej Duda.

## Wystawa
Wystawa „Być jak Czesław Niemen” składa się z 22 wielkoformatowych fotografii. Bohaterami zdjęć są osobistości świata polskiej kultury, nauki i sztuki, które wypowiadają się na temat swoich powiązań i inspiracji związanych z postacią artysty. Liczba 22 symbolizuje wszystkie wydane albumy multiinstrumentalisty. Wszyscy uczestnicy projektu są w bezpośredni albo pośredni sposób związani z osobą Czesława Niemena. Autorem wystawy jest Artur Krajewski /profesor ASP w Warszawie/, a kuratorem wystawy Andrzej Dragan /profesor UW w Warszawie/. Wystawie towarzyszył specjalnie przygotowany album „Być jak Czesław Niemen. Fotograficzny pomnik budowany migawką aparatu Artura Krajewskiego” wydany przez Akademię Sztuk Pięknych w Warszawie i Fundację Kultury i Sztuki artHOLDING /isbn 978-83-66098-65-7/.
Teksty do albumu napisali: prof. Piotr Chlebowski „Jednej myśli, jednego dźwięku...”, kurator wystawy prof. Andrzej Dragan „Dziwna jest ta wystawa...”, Marta Ewa Olbryś „Krajewski szuka Niemena” i Ernest Bryll „Impresje Ernesta Brylla o Niemenie”. Słowo wstępne do albumu napisał Marszałek Województwa Mazowieckiego Adam Struzik.
Wernisaż odbył się 26 listopada 2019 r. o godz. 18.00 w Teatrze Polskim w Warszawie.
Wystawa i album zostały współfinansowane ze środków Samorządu Województwa Mazowieckiego.
Album zawiera 22 zdjęcia bohaterów projektu i ich wypowiedzi o Czesławie Niemenie:
- Małgorzata Niemen
- Eleonora Atalay[2]
- Piotr Baron
- Krzysztof Bednarski
- Ernest Bryll
- Andrzej Chyra
- Ewa Dałkowska
- Grzegorz Damięcki
- Andrzej Dragan
- Halina Frąckowiak
- Joanna Kos-Krauze
- Natalia Kukulska
- Paweł Mykietyn
- Natalia Niemen
- Rafał Olbiński
- Włodek Pawlik
- Lidia Popiel
- Ania Rusowicz
- Natalia Sikora
- Stanisław Sojka
- Andrzej Strzelecki
- Mietek Szcześniak
- Hirek Wrona

## Widowisko telewizyjne "Być jak Czesław Niemen"
Realizatorem i producentem wydarzenia była Telewizja Polska S.A.
Nagranie widowiska „Być jak Czesław Niemen” odbyło się 26 listopada 2019 r. o godz. 19.30 w Teatrze Polskim w Warszawie (Duża Scena).
Emisja widowiska odbyła się 29 grudnia 2019 r. o godz. 20.05 w TVP 2.
Oglądalność: 1 200 000 widzów.